# 雙線狡鮟鱇
雙線狡鮟鱇（学名：Dolopichthys dinema），為輻鰭魚綱鮟鱇目棘茄魚亞目夢角鮟鱇科的其中一種。分布於中西大西洋的幾內亞海域，屬深海魚類，棲息深度約0至700公尺，體長可達2.2公分。